# 中野区立南台小学校
中野区立南台小学校（なかのくりつ みなみだいしょうがっこう）は東京都中野区南台4丁目にある公立小学校。

## 概要
- 本校は、多田小学校と新山小学校が統合し、2017年（平成29年）4月に開校した。

## 沿革
- 2017年（平成29年）4月 - 開校。なお、開校時点では、校舎は完成しておらず、旧多田小学校校舎（南台3丁目44番9号）を暫定校舎として使用[1][2]。
- 2021年（令和3年）4月1日 - 旧新山小学校校舎に移転[3]。
- 2025年（令和7年）4月1日 - 旧多田小学校敷地の新築校舎開校予定[4]。

## 通学区域
出典
- 南台3丁目（全域）
- 南台4丁目（全域）
- 南台5丁目（全域）
- 弥生町5丁目（6番1号～6番19号・6番23号～6番28号・7番）
- 弥生町6丁目（全域）

## 進学先中学校
出典
公立中学校に進学する場合
- 中野区立南中野中学校

## アクセス

### 暫定校舎（旧新山小学校）
- 京王バス「中81」・「中82」・「宿41」・「宿45」・「渋63」の各系統で、「新山通り」バス停下車後、
  - 「のりば1」（中野駅行・中野車庫行）より、徒歩約170m・約3分。
  - 「のりば2」（代田橋循環・笹塚駅行・新宿駅西口行・渋谷駅行）より、徒歩約225m・約4分。

### 新校舎（旧多田小学校）
- 京王バス「宿32」「宿33」「宿35」「030」で「南台図書館」バス停下車。

## 周辺
本校は渋谷区との区境線に近く、「◯」が付されている施設は渋谷区に所在する。
- しんやまの家（老人福祉施設）
- 東京都道420号鮫洲大山線（中野通り）
- 社会福祉法人中都・うさぎとかめ分園（保育園）◯
- 笹塚北児童遊園地◯
- 渋谷区営笹塚3丁目住宅◯
- なお、学校周辺は住宅が広がる。